# Valromey-sur-Séran
Valromey-sur-Séran – gmina we Francji, w regionie Owernia-Rodan-Alpy, w departamencie Ain. W 2013 roku liczba ludności wynosiła 1277 mieszkańców. 
Gmina została utworzona 1 stycznia 2019 roku z połączenia czterech ówczesnych gmin: Belmont-Luthézieu, Lompnieu, Sutrieu oraz Vieu. Siedzibą gminy została miejscowość Belmont-Luthézieu.